# Антоновский, Евгений Андреевич
Евге́ний Андре́евич Анто́новский (1929 — 4 июня 2019, Кишинёв, Молдавия) — передовик советской строительной промышленности, Герой Социалистического Труда (1974).

## Биография
Родился в деревне Смольянской Вельского района Северного края (ныне в Хозьминском муниципальном образовании Вельского района Архангельской области). Работать начал в 1947 году.
После завершения в 1957 году срочной службы в Советской Армии связал свою трудовую деятельность со строительно-монтажным трестом № 4 города Новодвинска Архангельской области. Вначале Е. Антоновский работал плотником, бригадиром каменщиков. В 1962 года он возглавил бригаду монтажников крупнопанельного домостроения (в её состав входило от 22 до 28 человек). За высокие трудовые показатели в 1966 году бригадир был награждён орденом Ленина, а в 1971 — орденом Трудового Красного Знамени. За долгие годы он стал высококвалифицированным строителем, освоившим многие смежные профессии: монтажника, каменщика, плотника, бетонщика, кровельщика и т. д. Бригада Е. А. Антоновского регулярно выходила победителем социалистического соревнования, а с 1972 года, когда его коллектив начал работать по методу бригадного подряда, производственные планы стали выполняться на 150—170 %. Бригада Антоновского была занесена в трестовскую и областную Книгу почёта.
Силами бригады Антоновского были построены многие крупнопанельные дома в Новодвинске, Цигломени, Исакогорке, Няндоме общей площадью более 500 тыс. м².
8 января 1974 года Указом Президиума Верховного Совета СССР бригадир монтажников СМУ № 2 треста № 4 Главархангельскстроя Евгений Андреевич Антоновский был первым в тресте удостоен звания Героя Социалистического Труда и награждён орденом Ленина и золотой медалью «Серп и Молот».
Е. А. Антоновский активно участвовал в общественной жизни. Он избирался депутатом Исакогорского районного совета, Архангельского городского совета, Верховного Совета РСФСР. 9 января 1979 года Е. А. Антоновский стал первым в истории Почётным гражданином города Новодвинска.
Выйдя в 1984 году на пенсию, переехал в Кишинёв (Молдавия).
Умер 4 июня 2019 года в Кишинёве.